# 하일지
하일지(1955년 5월 3일 ~ )은 대한민국의 소설가이다. 경북 경주에서 출생하였고, 본명은 임종주이다.
중앙대학교 문예창작과 및 동 대학원 국문과를 졸업하였다. 그 후 프랑스로 유학가서 푸아티에 대학교에서 석사학위를 받고, 리모주 대학원을 졸업하였다. 1990년 장편 《경마장 가는 길》을 민음사에서 발간하여 등단하였다.  이후 《경마장은 네거리에서》,《경마장을 위하여》,《경마장에서 생긴 일》 등을 발표하였다. 묘사적 문체, 작품의 순환적 구조 등을 통하여 새로운 소설적 실험을 펼쳐 보이는 작가로 평가된다. 정년이 되기 전까지 동덕여대 교수로 재직 하였으며 정년을 얼마 앞두고 성범죄 혐의를 받아 정년퇴직 후 유죄 확정되었다.

## 저서
- 소설
  - 《경마장 가는 길》
  - 《경마장은 네거리에서》
  - 《경마장을 위하여》
  - 《경마장의 오리나무》
  - 《경마장에서 생긴 일》
  - 《위험한 알리바이》
  - 《그는 나에게 지타를 아느냐고 물었다》
  - 《진술》
  - 《마노 카비나의 추억》
  - 《우주피스 공화국》[1]
  - 《손님》
- 시집
  - 《시계들의 푸른 명상》
  - 《내 서랍 속의 제비들》
- 이론서
  - 《소설의 거리에 관한 하나의 이론》
- 철학서
  - 《하일지의 '나'를 찾아서》